# René Zumtobel

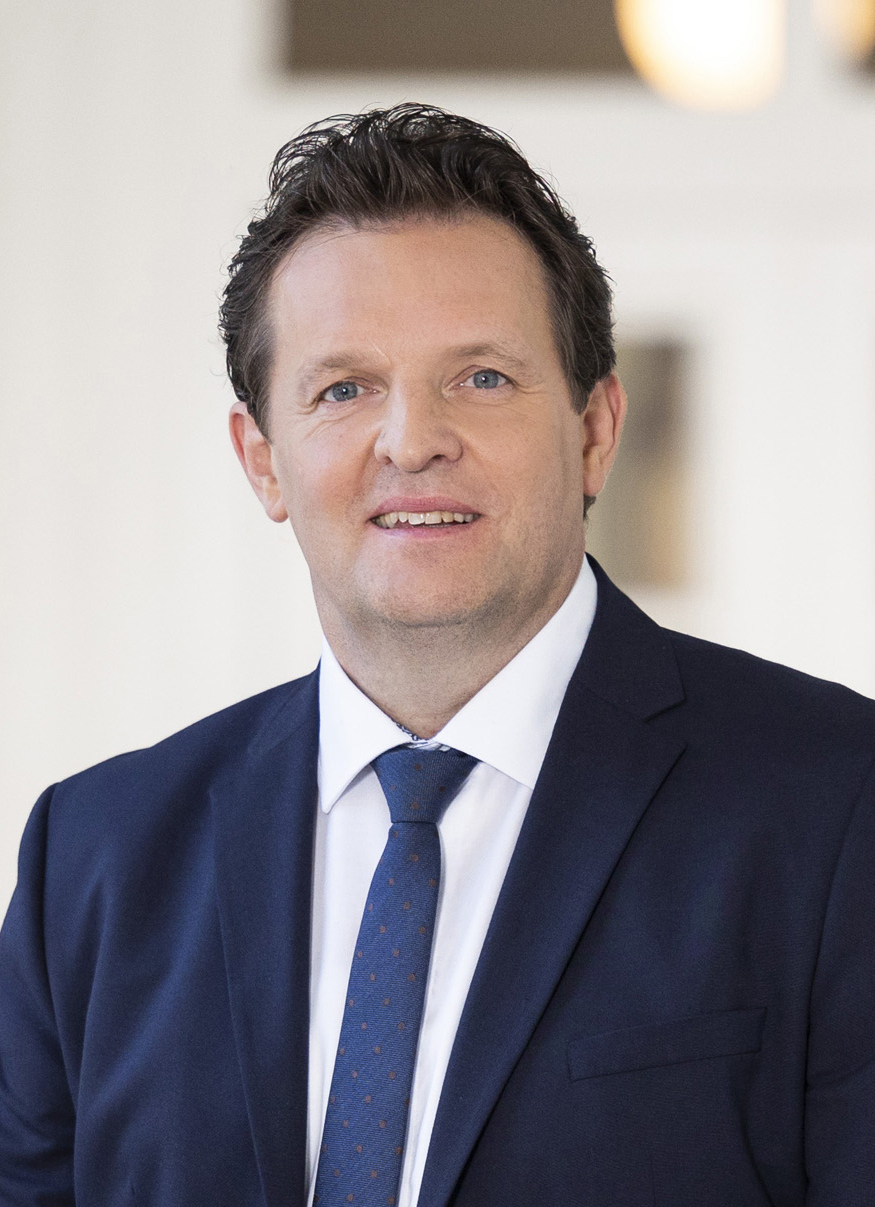
René Zumtobel (2022)

René Zumtobel (* 16. Februar 1971 in Hall in Tirol) ist ein österreichischer Politiker der Sozialdemokratischen Partei Österreichs (SPÖ). Seit dem 25. Oktober 2022 ist er Landesrat in der Tiroler Landesregierung Mattle.

## Leben
René Zumtobel absolvierte nach der Matura am Bundesrealgymnasium Imst 1989 die Ausbildung zum Fahrdienstleiter bei der ÖBB-Infrastruktur und wurde als Fahrdienstleiter eingesetzt.
1995/96 war er Fachbeamter für Technische Dienstzweige bei der Bundesbahndirektion Innsbruck. Anschließend war er bis 1999 im Controlling bei der ÖBB-Personennahverkehr AG tätig, wo er bis 2004 als Abteilungsleiter Zugbegleitdienst/Bordservice für die Bundesländer Tirol und Vorarlberg fungierte. Danach war er bis 2017 Pressesprecher für die Bundesländer Tirol und Vorarlberg der ÖBB-Holding AG und ab 2011 auch für das Land Salzburg. Von 2017 bis 2022 war er als Regionalmanager für Tirol bei der ÖBB-Personenverkehr AG für den Nah- und Regionalverkehr in Innsbruck zuständig.
In der Landesregierung Mattle verantwortet er seit dem 25. Oktober 2022 als Landesrat die Bereiche Verkehr sowie Umwelt- und Naturschutz. Bei den ÖBB folgte ihm Werner Dilitz als Regionalmanager für Tirol nach. Im April 2023 wurde er als Nachfolger von Ingrid Felipe bzw. der interimistischen Obfrau Cornelia Hagele zum Obmann des Vereines Klimabündnis Tirol gewählt.

## Privates
Aufgewachsen ist Zumtobel in Haiming im Inntal, eine Zeit lang war er als Schiedsrichter beim TFV tätig, aktuell (Stand Jänner 2024) lebt er in St. Leonhard im Pitztal.